# Łapcie tę dziewczynę
Łapcie tę dziewczynę (ang. Catch That Kid) – amerykańsko-niemiecki film komediowo-przygodowy dla młodzieży z 2004 roku w reżyserii Barta Freundlicha. Remake duńskiego filmu z 2002 roku pod tym samym tytułem.

## Obsada
- Maddy – Kristen Stewart
- Austin – Corbin Bleu
- Gus – Max Thieriot
- Molly – Jennifer Beals
- Tom – Sam Robards
- Pan Hartmann – John Carroll Lynch
- Ferrell – James LeGros
- Brisbane – Michael Des Barres
- Brad – Stark Sands
- Flagler – Lennie Loftin
- Nuffaut – François Giroday
- Sharon – Christine Estabrook
- Skip – Kevin Schmidt
- Pielęgniarka – Audrey Wasilewski
- Doktor – Meagen Fay
- Detektyw – Robert Harvey
- Max Phillips - Grant Hayden Scott
- Dzieciak - Linus Merwin
- Asystentka Brisbane'a - Lucy Butler

i inni.